# Campeonato Europeo Sub-16 de la UEFA 1987
El Campeonato Sub-16 de la UEFA 1987 se llevó a cabo en Francia del 25 de mayo al 3 de junio y contó con la participación de 16 selecciones infantiles de Europa provenientes de una fase eliminatoria.
Italia venció en la final a Unión Soviética, pero Italia fue descalificado por haber inscrito al jugador Roberto Secci de manera irregular, por lo que no hubo campeón.

## Participantes
| - Austria - Checoslovaquia - Dinamarca - Alemania Democrática | - Francia - Grecia - Irlanda del Norte - Noruega | - Israel - Italia - Portugal - Escocia | - Unión Soviética - Turquía - Alemania Federal - Yugoslavia |

## Fase de grupos

### Grupo A
| País      | J | G | E | P | GF | GC | GD | Pts |
| --------- | - | - | - | - | -- | -- | -- | --- |
| Turquía   | 3 | 2 | 1 | 0 | 2  | 0  | +2 | 7   |
| Grecia    | 3 | 0 | 3 | 0 | 1  | 1  | 0  | 3   |
| Dinamarca | 3 | 0 | 2 | 1 | 2  | 3  | -1 | 2   |
| Israel    | 3 | 0 | 2 | 1 | 1  | 2  | -1 | 2   |

| Equipo 1  | Resultado | Equipo 2  |
| --------- | --------- | --------- |
| Turquía   | 0-0       | Grecia    |
| Dinamarca | 1-1       | Israel    |
| Israel    | 0-1       | Turquía   |
| Dinamarca | 1-1       | Grecia    |
| Grecia    | 0-0       | Israel    |
| Turquía   | 1-0       | Dinamarca |

### Grupo B
| País                 | J | G | E | P | GF | GC | GD | Pts |
| -------------------- | - | - | - | - | -- | -- | -- | --- |
| Francia              | 3 | 2 | 1 | 0 | 6  | 2  | +4 | 7   |
| Portugal             | 3 | 2 | 0 | 1 | 5  | 3  | +2 | 6   |
| Escocia              | 3 | 0 | 2 | 1 | 4  | 6  | -2 | 2   |
| Alemania Democrática | 3 | 0 | 1 | 2 | 2  | 6  | -4 | 1   |

| Equipo 1             | Resultado | Equipo 2             |
| -------------------- | --------- | -------------------- |
| Alemania Democrática | 2-2       | Escocia              |
| Portugal             | 1-2       | Francia              |
| Francia              | 1-1       | Escocia              |
| Portugal             | 1-0       | Alemania Democrática |
| Escocia              | 1-3       | Portugal             |
| Alemania Democrática | 0-3       | Francia              |

### Grupo C
| País              | J | G | E | P | GF | GC | GD | Pts |
| ----------------- | - | - | - | - | -- | -- | -- | --- |
| Italia            | 3 | 1 | 2 | 0 | 5  | 4  | +1 | 5   |
| Alemania Federal  | 3 | 1 | 2 | 0 | 5  | 4  | +1 | 5   |
| Checoslovaquia    | 3 | 0 | 2 | 1 | 2  | 3  | -1 | 2   |
| Irlanda del Norte | 3 | 0 | 2 | 1 | 2  | 3  | -1 | 2   |

| Equipo 1          | Resultado | Equipo 2          |
| ----------------- | --------- | ----------------- |
| Italia            | 2-1       | Checoslovaquia    |
| Alemania Federal  | 2-1       | Irlanda del Norte |
| Irlanda del Norte | 1-1       | Italia            |
| Checoslovaquia    | 1-1       | Alemania Federal  |
| Alemania Federal  | 2-2       | Italia            |
| Irlanda del Norte | 0-0       | Checoslovaquia    |

### Grupo D
| País            | J | G | E | P | GF | GC | GD | Pts |
| --------------- | - | - | - | - | -- | -- | -- | --- |
| Unión Soviética | 3 | 3 | 0 | 0 | 9  | 1  | +8 | 9   |
| Noruega         | 3 | 1 | 1 | 1 | 3  | 4  | -1 | 4   |
| Austria         | 3 | 0 | 2 | 1 | 1  | 2  | -1 | 2   |
| Yugoslavia      | 3 | 0 | 1 | 2 | 1  | 7  | -6 | 1   |

| Equipo 1        | Resultado | Equipo 2        |
| --------------- | --------- | --------------- |
| Unión Soviética | 4-0       | Yugoslavia      |
| Noruega         | 0-0       | Austria         |
| Yugoslavia      | 0-2       | Noruega         |
| Austria         | 0-1       | Unión Soviética |
| Yugoslavia      | 1-1       | Austria         |
| Unión Soviética | 4-1       | Noruega         |

## Fase final
|  | Semifinales          | Semifinales       |   |                        | Final                  | Final |  |
|  |                      |                   |   |                        |                        |       |  |
|  |                      |                   |   |                        |                        |       |  |
|  | Reims, 1 de junio    |                   |   |                        |                        |       |  |
|  | Turquía              | 0                 |   |                        |                        |       |  |
|  | Italia               | 1                 |   |                        |                        |       |  |
|  |                      |                   |   |                        |                        |       |  |
|  |                      |                   |   |                        | París, 3 de junio      |       |  |
|  |                      |                   |   |                        | Italia *               | 1     |  |
|  |                      | Unión Soviética   | 0 |                        |                        |       |  |
|  |                      |                   |   |                        |                        |       |  |
|  |                      |                   |   |                        |                        |       |  |
|  |                      |                   |   |                        | Tercer lugar           |       |  |
|  | Rouen, 1 de junio    | Rouen, 1 de junio |   | Montataire, 3 de junio | Montataire, 3 de junio |       |  |
|  | Francia              | 0 (0)             |   | Turquía                | 0                      |       |  |
|  | Unión Soviética (p.) | 0 (3)             |   |                        | Francia                | 3     |  |

* Italia fue descalificada de la final por alineación indebida. A pesar de ganar el partido se le privó de la medalla de oro. Oficialmente, el primer puesto quedó vacante.

## Clasificados al Mundial Sub-17
| - Francia | - Italia | - Unión Soviética |